# Лобаново (Судогодский район)
Лобаново — деревня в Судогодском районе Владимирской области России, входит в состав Лавровского сельского поселения.

## География
Деревня расположена в 6 км на северо-запад от центра поселения деревни Лаврово и в 8 км на северо-запад от райцентра города Судогда.

## История
В XIX — первой четверти XX века деревня входила в состав Даниловской волости Судогодского уезда, с 1926 года — в составе Судогодской волости Владимирского уезда. В 1859 году в деревне числилось 26 дворов, в 1905 году — 46 дворов, в 1926 году — 65 хозяйств.
С 1929 года деревня являлась центром Лобановского сельсовета Судогодского района, с 1940 года — в составе Судогодского сельсовета, с 1983 года — в составе Лавровского сельсовета, с 2005 года — в составе Лавровского сельского поселения.

## Население
| 1859 | 1905 | 1926 |
| ---- | ---- | ---- |
| 194  | 247  | 307  |

| 1859 | 1905 | 1926 | 2002 | 2010 | 2021 |
| ---- | ---- | ---- | ---- | ---- | ---- |
| 194  | ↗247 | ↗307 | ↘35  | ↘27  | ↘24  |